# Rally de Tierra Ciudad de Granada de 2019
El Rally de Tierra Ciudad de Granada de 2019 fue la sexta edición, la séptima cita de la temporada 2019 del Súper Campeonato de España de Rally y la sexta del Campeonato de España de Rally de Tierra. Se celebró del 18 al 19 de octubre y contó con un itinerario de seis tramos que sumaban un total de 105,3 km cronometrados. Fue también puntuable para el campeonato de Andalucía, la Beca U24 RFEdA, la Copa Dacia Sandero y la Copa Kobe Motor.

## Itinerario
| Día   | Tramo | Nombre   | Distancia | Hora  | Ganador        | Tiempo  | Líder          |
| ----- | ----- | -------- | --------- | ----- | -------------- | ------- | -------------- |
| Día 1 | TC1   | A1       | 14.98 km  | 09:35 | Sébastien Loeb | 8:30.9  | Sébastien Loeb |
| Día 1 | TC2   | B1       | 10.83 km  | 10:23 | Sébastien Loeb | 6:28.3  | Sébastien Loeb |
| Día 1 | TC3   | A2       | 14.98 km  | 12:25 | Sébastien Loeb | 8:11.6  | Sébastien Loeb |
| Día 1 | TC4   | B2       | 10.83 km  | 13:13 | Sébastien Loeb | 6:03.1  | Sébastien Loeb |
| Día 1 | TC5   | C1       | 26.84 km  | 15:58 | Sébastien Loeb | 18:23.2 | Sébastien Loeb |
| Día 1 | TC6   | C2 (TC+) | 26.84 km  | 18:38 | Sébastien Loeb | 17:34.8 | Sébastien Loeb |

## Clasificación final
| Pos.    | Piloto               | Copiloto            | Automóvil             | Tiempo    | Diferencia |
| General | General              | General             | General               | General   | General    |
| ------- | -------------------- | ------------------- | --------------------- | --------- | ---------- |
| 1.      | Sébastien Loeb       | Daniel Elena        | Hyundai i20 Coupe WRC | 1:05:11.9 | 0.0        |
| 2.      | Xavi Pons            | Rodrigo Sanjuan     | Škoda Fabia R5        | 1:07:44.0 | +2:32.1    |
| 3.      | Javier Pardo         | Adrián Pérez        | Škoda Fabia R5        | 1:08:48.8 | +3:36.9    |
| 4.      | Alexander Villanueva | José Antonio Pintor | Škoda Fabia R5        | 1:09:29.3 | +4:17.4    |
| 5.      | Gorka Eizmendi       | Diego Sanjuan       | Ford Fiesta R5        | 1:11:03.8 | +5:51.9    |
| 6.      | Surhayen Pernía      | Alba Sánchez        | Hyundai i20 R5        | 1:11:37.9 | +6:26.0    |
| 7.      | Alfredo Tamés        | Ramón Suárez        | Ford Fiesta R5        | 1:12:03.5 | +6:51.6    |
| 8.      | Juan Carlos Quintana | Rogelio Peñate      | Citroën DS3 N5        | 1:12:03.7 | +6:51.8    |
| 9.      | Fran Cima            | Alain Peña Salvador | Renault Clio N5       | 1:12:13.3 | +7:01.4    |
| 10.     | Daniel Marbán        | Víctor M. Ferrero   | Dacia Sandero R4      | 1:15:25.4 | +10:13.5   |
| S-CER   |                      |                     |                       |           |            |
| 1.      | Xavi Pons            | Rodrigo Sanjuan     | Škoda Fabia R5        | 1:07:44.0 | 0.0        |
| 2.      | Javier Pardo         | Adrián Pérez        | Škoda Fabia R5        | 1:08:48.8 | +1:04.8    |
| 3.      | Alexander Villanueva | José Antonio Pintor | Škoda Fabia R5        | 1:09:29.3 | +1:45.3    |